# Чистополье (Ивановская область)
Чистополье — деревня в Лежневском районе Ивановской области России, входит в состав Лежневского сельского поселения.

## История
В 1981 году Указом Президиума Верховного Совета РСФСР посёлок кирпичного завода переименован  в Чистополье.

## Население
| 2010 |
| ---- |
| 10   |